# Francesco Rismondo
Francesco Rismondo était un soldat et irrédentiste italien.

## Biographie
Francesco Rismondo est né à Spalato, qui faisait alors partie de l'Autriche-Hongrie. Il était un irrédentiste actif et, en 1915, se rendit en Italie avec sa femme, pour combattre pour l'Italie contre l'Autriche. Il a été affecté comme interprète au quartier général, mais a insisté pour être envoyé sur la ligne de front. Le 21 juillet, il a disparu dans une bataille acharnée pour défendre le Mont San Michele (it). Les circonstances de sa mort ne sont pas claires. On a d'abord pensé qu'il avait été reconnu et pendu. D'autres ont proposé qu'il avait été capturé et qu'il avait ensuite été exécuté après une rébellion qu'il avait menée alors qu'il était prisonnier,,,.